# Arbogast der Ältere
Arbogast der Ältere (* 4. Jahrhundert; † 8. September 394) war ein spätantiker römischer Heermeister (magister militum) fränkischer Herkunft. Arbogast stieg unter Kaiser Valentinian II. im Westen des Römischen Reiches auf und wurde schließlich so mächtig, dass er als Nachfolger Valentinians einen eigenen Kaiser einsetzen ließ, Eugenius. Im anschließenden Bürgerkrieg gegen Theodosius I. unterlagen jedoch Arbogast und Eugenius in der Schlacht am Frigidus 394; Arbogast beging anschließend Selbstmord.

## Leben
Flavius Arbogast stammte aus dem fränkischen Germanien, vielleicht aus dem Raum zwischen Yssel und unterer Ruhr. Er wurde von dort offenbar verbannt, unterlag also in einer innerfränkischen Auseinandersetzung, und trat vor 380 ins römische Heer ein. Er soll der Sohn des romanisierten Franken Bauto (auch Baudogast) gewesen sein, eines wichtigen Beraters des Kaisers Valentinian II. Diese Aussage beruht jedoch einzig auf einer Notiz bei Johannes von Antiochia und ist nicht gesichert. Sicher scheint jedoch, dass Richomer, ebenfalls ein Franke und hoher Militär, sein Onkel war. Er stieg als Teil einer ganzen Gruppe von Franken im Heer auf, die offenbar enge Kontakte zueinander pflegten.
Von 388 bis 394 fungierte Arbogast jedenfalls als Heermeister (magister militum). Zunächst kämpfte er gemeinsam mit Timasius, Promotus und Richomer für Theodosius I. gegen den Usurpator Magnus Maximus, wobei Timasius in diesem Feldzug oberster Befehlshaber war. Folgt man einer problematischen Angabe bei Zosimos, so scheint Arbogast der erste Heermeister gewesen zu sein, der nicht vom Kaiser eingesetzt, sondern von den eigenen Truppen proklamiert wurde. In diesem Falle wäre es für jeden Kaiser schwer gewesen, ihn wieder abzusetzen. (Mehrere moderne Historiker nehmen aber an, dass Arbogast von Theodosius I. eingesetzt worden ist.) Anschließend leitete er die Politik des westlichen Reichsteils unter dem jungen Kaiser Valentinian II., was zu dieser Zeit vor allem die Sicherung der Rheingrenze bedeutete, wo die Franken bereits 388 römische Truppen besiegt hatten, die eine Strafexpedition jenseits des Flusses unternommen hatten. Dies geht aus dem Bericht des Sulpicius Alexander hervor, der im Geschichtswerk des Gregor von Tours erhalten ist (II 9); siehe dazu Marcomer, Sunno und Gennobaudes. Arbogast konnte die Grenze wieder stabilisieren. Er war zwar Nichtchrist, pflegte aber etwa mit Bischof Ambrosius von Mailand gute Beziehungen.
Als Valentinian II. versuchte, sich vom Einfluss des mächtigen Heermeisters zu befreien, und ihm öffentlich eine Absetzungsurkunde überreichte, zerriss Arbogast sie laut Zosimos mit den Worten, der Kaiser habe ihm seine Macht nicht gegeben, er könne sie ihm daher auch nicht nehmen. Wenig später, am 15. Mai 392, fand man Valentinian erhängt im Palast von Vienne auf. Die Todesumstände sind nicht völlig klar, da in den Quellen verschiedene Darstellungen auftauchen. So hieß es später, Arbogast habe den Kaiser ermorden lassen. Wahrscheinlicher ist jedoch wohl, dass Valentinian, der gedemütigt worden war und sich seinem Heermeister völlig ausgeliefert sah, diese Situation nicht mehr ertragen konnte und daraufhin Suizid beging. Hierfür spricht, dass Arbogast nach dem Tod Valentinians zunächst drei Monate auf einen neuen Kaiser aus dem Osten wartete. Er hoffte vermutlich auf einen minderjährigen Sohn von Theodosius I., den er hätte kontrollieren können – also wohl auf Honorius. Theodosius I. ging dieses Risiko aber nicht ein, sondern zögerte und ernannte zunächst keinen neuen Kaiser für den Westen.
Daraufhin erhob Arbogast, der einen Kaiser für den Westen brauchte, dieses Amt aber als Nichtrömer nicht selbst bekleiden konnte, am 22. August 392 mit Hilfe der weströmischen Oberschicht, die noch von Nichtchristen wie Symmachus und Nicomachus Flavianus dominiert wurde, notgedrungen den Rhetoriklehrer und kaiserlichen Kanzleibeamten Eugenius zum Augustus des Westens. Eugenius war Christ, galt aber als den Altgläubigen gegenüber tolerant. Auch unter dem neuen Herrscher war Arbogast wohl der eigentliche Machthaber, der, nachdem die christliche Kirche eine Zusammenarbeit verweigert hatte, ein Bündnis mit den Nichtchristen im Senat einging, um im Jahr 393 die Toleranz gegenüber den heidnischen Kulten (bis zu einem gewissen Grad) wiederherzustellen. Damit war aber höchstens eine Politik der relativen Duldung gemeint; eine völlige Abkehr von der christlichen Religion war zu diesem Zeitpunkt für keinen Kaiser mehr denkbar. So ist bezeichnend, dass Eugenius den Titel eines pontifex maximus, also eines Oberpriesters der heidnischen Kulte, nicht annahm und auch den Altar der Victoria nicht wieder in der Senatscurie aufstellen ließ (siehe Streit um den Victoriaaltar); bezeugt ist zudem, dass Arbogast und er bis zuletzt um die Unterstützung der Kirche nachsuchten. Andererseits zeigte gerade Nicomachus Flavianus eine brennende Leidenschaft, den alten Kulten wieder ihre alte Geltung zu verschaffen, wie wenig realistisch dies auch sein mochte, und nutzte den Spielraum, den Eugenius und Arbogast ihm einräumten, dankbar aus.
Die Erhebung des Eugenius zum Augustus provozierte Theodosius, der keinen dynastiefremden Mitkaiser akzeptierte und alle diplomatischen Offerten von Eugenius und Arbogast ablehnte, sondern mit einem Heer nach Italien zog; er wollte die Situation in seinem Sinne bereinigen. Er besiegte Eugenius und Arbogast am 5. und 6. September 394 in der äußerst blutigen Schlacht am Frigidus im Tal der Wippach/Vipava, eines Nebenflusses des Isonzo. Eugenius wurde hingerichtet, Arbogast beging kurz darauf Suizid.
Einer seiner Nachfahren war sehr wahrscheinlich Arbogast der Jüngere.